# Gimnastyka sportowa na Igrzyskach Śródziemnomorskich 1997
Zawody gimnastyczne na Igrzyskach Śródziemnomorskich 1997 odbyły się w czerwcu w Bari.

## Tabela medalowa
| Poz. | Państwo   |    |    |    | Razem: |
| ---- | --------- | -- | -- | -- | ------ |
| 1    | Francja   | 6  | 4  | 4  | 14     |
| 2    | Hiszpania | 4  | 1  | 1  | 6      |
| 3    | Włochy    | 2  | 4  | 7  | 13     |
| 4    | Grecja    | 1  | 2  | 1  | 4      |
| 5    | Egipt     | 1  | 2  | 1  | 4      |
| 6    | Algieria  | 0  | 0  | 1  | 1      |
| .    | Chorwacja | 0  | 0  | 1  | 1      |
| .    | Turcja    | 0  | 0  | 1  | 1      |
| Poz. | Razem:    | 16 | 14 | 13 | 43     |

## Wyniki

### Mężczyźni
| konkurencja                 | złoto                                                                                            | złoto       | srebro                                                                               | srebro      | brąz                                                                                                | brąz        |
| --------------------------- | ------------------------------------------------------------------------------------------------ | ----------- | ------------------------------------------------------------------------------------ | ----------- | --------------------------------------------------------------------------------------------------- | ----------- |
| Wielobój indywidualnie      | Jesus Carballo · Hiszpania                                                                       | 54.150 pkt  | Dimitri Karbanenko · Francja                                                         | 53.600 pkt  | Sergio Luini · Włochy                                                                               | 52.950 pkt  |
| Ćwiczenia wolne             | Georgios Ellissiadis · Grecja                                                                    | 8.950 pkt   | Suat Celen · Turcja                                                                  | 8.900 pkt   | Cedric Guille · Francja                                                                             | 8.800 pkt   |
| Ćwiczenia na koniu z łękami | Eric Casimir · Francja                                                                           | 9.350 pkt   | Sid Ali Ferdjani · Algieria                                                          | 9.200 pkt   | Sebastien Tayec · Francja                                                                           | 9.150 pkt   |
| Ćwiczenia na kółkach        | Jury Chechi · Włochy                                                                             | 9.800 pkt   | Aleksej Demianov · Chorwacja                                                         | 9.600 pkt   | Dimosthenis Tampakos · Grecja                                                                       | 9.600 pkt   |
| Skok                        | Raouf Abdel Raouf · Egipt                                                                        | 9.225 pkt   | Dimitri Karbanenko · Francja                                                         | 8.875 pkt   | Giovanni D'Innocenzo · Włochy                                                                       | 8.850 pkt   |
| Ćwiczenia na poręczach      | Andreu Vivo · Hiszpania                                                                          | 9.250 pkt   | Sebastien Darrigade · Francja                                                        | 9.200 pkt   | Dimitri Karbanenko · Francja                                                                        | 9.100 pkt   |
| Ćwiczenia na drążku         | Jesus Carballo · Hiszpania                                                                       | 9.550 pkt   | Eric Casimiri · Francja                                                              | 9.350 pkt   | Giovanni D'Innocenzo · Włochy                                                                       | 9.050 pkt   |
| Wielobój drużynowo          | Francesco Colombo · Jury Chechi · Giovanni D'Innocenzo · Sergio Luini · Bruno Malaspina · Włochy | 161.300 pkt | Jesus Carballo · Omar Cortes · Vicktor Cano · Andreu Vivo · Ortiz Acosta · Hiszpania | 159.900 pkt | Eric Casimir · Cedric Guille · Sebastien Darrigade · Dimitri Karbanenko · Sebastien Tayac · Francja | 159.250 pkt |

### Kobiety
| konkurencja                 | złoto                                                                                  | złoto       | srebro                                                                                      | srebro      | brąz                                                                                                   | brąz        |
| --------------------------- | -------------------------------------------------------------------------------------- | ----------- | ------------------------------------------------------------------------------------------- | ----------- | --- | ----------- |
| Wielobój indywidualnie      | Ludivine Furnon · Francja                                                              | 38.312 pkt  | Adriana Crisci · Włochy                                                                     | 38.275 pkt  | Elvire Teza · Francja                                                                                  | 37.475 pkt  |
| Ćwiczenia wolne             | Ludivine Furnon · Francja                                                              | 9.775 pkt   | Vasiliki Tsavdaridou · Grecja                                                               | 9.700 pkt   | Adriana Crisci · Włochy                                                                                | 9.675 pkt   |
| Ćwiczenia na koniu z łękami | Elisabeth Valle · Hiszpania                                                            | 9.512 pkt   | Martina Bremini · Włochy                                                                    | 9.387 pkt   | Laura Montagnolo · Włochy                                                                              | 9.262 pkt   |
| Ćwiczenia na poręczach      | Elvire Teza · Francja                                                                  | 9.850 pkt   | Adriana Crisci · Włochy                                                                     | 9.750 pkt   | Martina Bremini · Włochy                                                                               | 9.450 pkt   |
| Równoważnia                 | Elvire Teza · Francja                                                                  | 9.725 pkt   | Vasiliki Tsavdaridou · Grecja                                                               | 9.600 pkt   | Adriana Crisci · Włochy                                                                                | 9.600 pkt   |
| Wielobój drużynowo          | Cecile Canqueteau · Ludivine Furnon · Laure Gely · Elvire Teza · Elvire Teza · Francja | 113.011 pkt | Martina Bremini · Adriana Crisci · Laura Montagnolo · Paola Rivi · Giordana Rocchi · Włochy | 112.674 pkt | Elisabeth Valle · Diana Plaza · Beatriz Sánchez · Jennifer Montavez · Susana Garcia Esrich · Hiszpania | 108.186 pkt |